# بلو مون (کنتاکی)
بلو مون (به انگلیسی: Blue Moon) یک منطقهٔ مسکونی در ایالات متحده آمریکا است که در شهرستان فلوید، کنتاکی واقع شده‌است. بلو مون ۲۷۴٫۹۳ متر بالاتر از سطح دریا واقع شده‌است.